# Río Pinzales
El río Pinzales es un río del norte de la península ibérica que discurre por Asturias. Es el principal afluente del río Aboño.

## Curso
Nace en la parroquia sierense de Anes para entrar poco después en el concejo de Gijón. Desemboca en el río Aboño a la altura de Poago, poco antes de la desembocadura de este en el mar Cantábrico.
El cauce original del río fue modificado en casi todo el tramo que va desde Sotiello hasta su desembocadura en el río Aboño. La fuerte industrialización de la zona (polígono industrial de Somonte, ARCELOR-MITTAL,...) y las numerosas infraestructuras de transporte y comunicación (Ferrocarril Gijón-Laviana, A-8, ...) que atraviesan la zona provocaron estas modificaciones.
Desde su nacimiento el río Pinzales atraviesa las localidades de Florida en el concejo de Siero; Ruedes, Aguda, Fontaciera, Pinzales, Caravedo, Sotiello, Somonte, Fresno y Poago en el concejo de Gijón.
Los principales afluentes son el río Vega, el arroyo de Peñaferruz, el arroyo de la Carrial y el arroyo de Veranes.

## Historia
Históricamente las aguas del río Pinzales fueron aprovechadas industrialmente. Durante el siglo XX se instaló en las vegas del Pinzales, junto a la carretera de Gijón a Castilla, la fábrica Fluoruros, S.A. Esta industria utilizaba el agua del río Pinzales para lavar el mineral que posteriormente utilizaba. Esto hizo que durante décadas el río bajara turbio. Con el cierre de Fluoruos S.A. en los años 90 las aguas recuperaron parte de su limpieza y mejoraron sus poblaciones piscícolas.
La fuerza hidráulica del río también fue utilizada para mover numerosos molinos de agua situados en su ribera. Algunos de estos molinos harineros tan antiguos como el propio Molín de Pinzales, citado ya en el Catastro del Marqués de la Ensenada en el año 1749.
Actualmente el río Pinzales tiene importancia por la práctica de la pesca deportiva en sus aguas.